# 塞马环斑海豹
塞马环斑海豹（芬蘭語：Saimaannorppa，学名：Pusa hispida saimensis）是环斑海豹（Pusa hispida）的一个亚种，属极受威胁的海豹，总存世数量在2023年时为480头左右。塞马环斑海豹名称源于其活动区域——芬兰的塞马湖。这个物种是自最后一次冰川期后，由于陆地上升而与其它环斑海豹隔绝而形成的，距離今天約八千多年。塞马环斑海豹与拉多加海豹及贝加尔海豹是仅有的几种生活在淡水中的海豹。

## 外观
成年的塞马环斑海豹的身长在85至160厘米之间，体重在50至90公斤之间；雄性个体通常比雌性个体更大。体色为深灰色，背部为灰黑色并带有白色环斑，腹部为淡灰色。塞马环斑海豹在颜色上比其它环斑海豹更深些。

## 生殖
塞马环斑海豹平均大约在4至6岁时达到生殖成熟期。其受孕率在80%至95%之间。妊娠期为11个月。幼体出生时在55至65厘米之间，重量为4到5公斤。塞马环斑海豹的寿命仅为20多年。

## 保护
塞马环斑海豹自1955年起就受到保护。在1983年种群数量在100到150头之间。在2005年种群数量大约为270头。但由于2006年及2007年连续两年不良生育季节的结果，种群数量跌至260头。在2013年的预测中种群数量刚刚超过300头，且呈现上升的趋势。处于生育年龄的雌性个体数量为87头。通常认为如果种群数量超过400头的话，直接濒临灭绝的危险能得到缓解。
在2016年春天，79头幼体被发现，其中4头已死亡。塞马环斑海豹的繁殖生育需要有足够多的冰雪覆盖。气候变化导致冰雪减少，这直接威胁着海豹的繁殖生育。人工堆积的雪堆在少雪的冬天成功地提高了海豹的繁殖生育。人工雪堆试用了三个冬天，并自2014年起这种方法被定期推广使用。2018年时塞马环斑海豹的数量为400头左右。
对塞马环斑海豹保护的目标是在2020年前达到400头。据芬兰广播公司报道，2022年海豹的数量为436头，2023年的数量上升为480头左右。
塞马环斑海豹的活动范围如今主要分布在两个国家公园内：科洛韦西国家公园和林纳岛国家公园。有时在包括萨翁林纳市中心水域的广阔范围里也能看到它们的身影。